# 피에르나르시스 게랭
피에르나르시스 게랭(Pierre-Narcisse Guérin, 1774년 5월 13일∼1833년 7월 6일)은 프랑스의 화가이다.
자크루이 다비드의 문하생은 아니지만, 작품은 충실히 고전주의적 냉엄성(冷嚴性)을 지켰다. 대표작 〈마르쿠스 섹스투스의 귀환(歸還)〉(1799)은 비극을 간결하게 짜내어 당시는 감명을 주었으나 생기를 결한 경향이 있다.
그는 따로 자유로운 이해에서 테오도르 제리코와 외젠 들라크루아를 길러내었다.

## 주요 작품

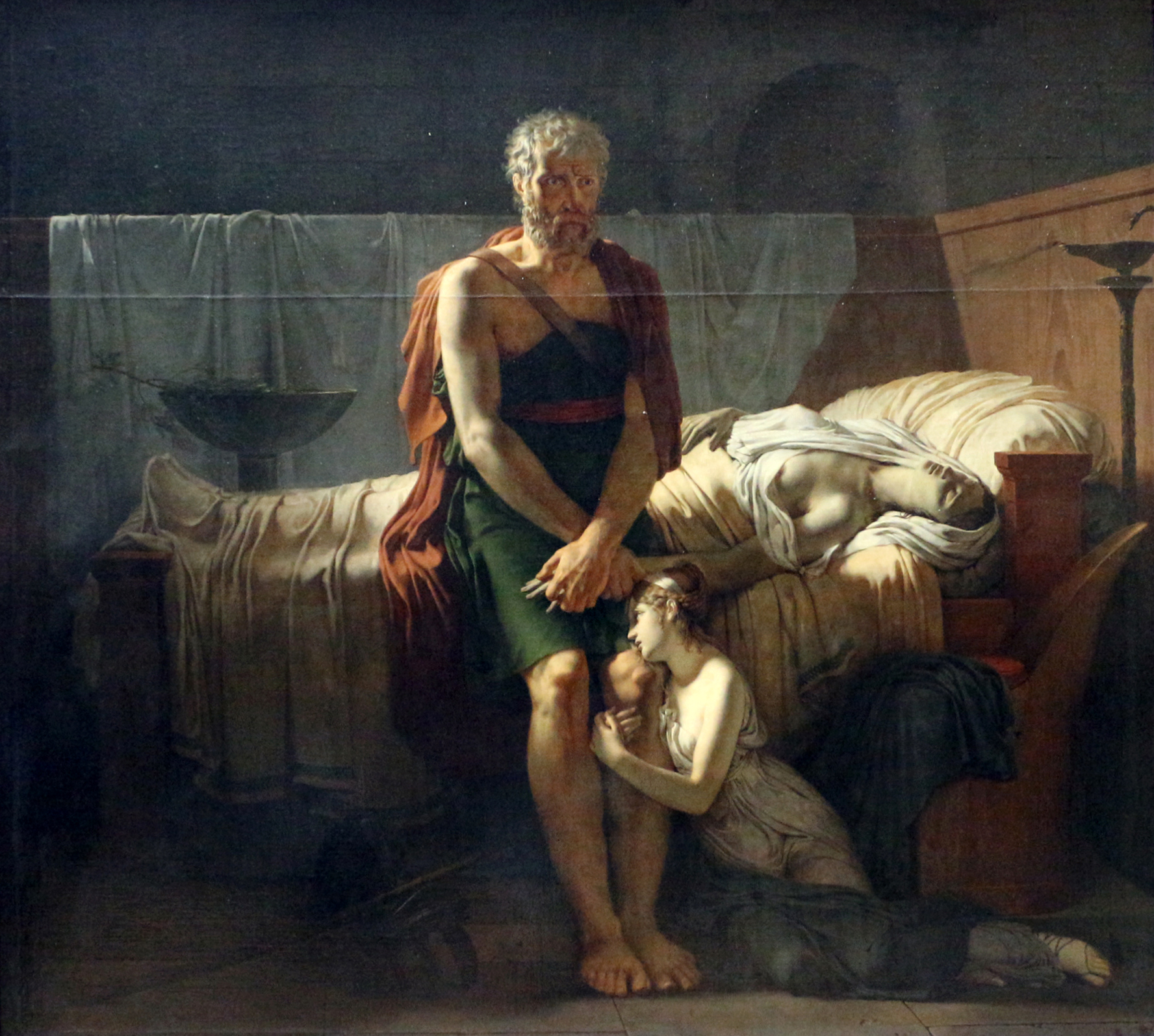
마르쿠스 섹스투스의 귀환